# Bostic
Bostic – miasto w Stanach Zjednoczonych, w stanie Karolina Północna, w hrabstwie Rutherford.